# Łącznik automatyczny
Łącznik automatyczny, łącznik samoczynny – łącznik elektryczny niskiego napięcia o zautomatyzowanym napędzie zestyków.
Czynnikami zewnętrznymi, które powodują zadziałanie mechanizmu, mogą być różne wielkości fizyczne takie jak: temperatura, ciśnienie, prąd, napięcie itp. W przypadku prądu lub napięcia, zadziałanie łącznika automatycznego, wymuszone może być przez zmianę ich wartości spowodowane: zwarciem, przeciążeniem lub obniżeniem albo zanikiem napięcia. Do łączników automatycznych zaliczamy: styczniki, wyłączniki, bezpieczniki i Łączniki bezzestykowe.